# Кабала
Кабалата (от иврит: קַבָּלָה – „получаване“) е религиозно-мистична традиция, окултно и езотерично течение в юдаизма. Появява се през XII век и се разпространява през XVI век. Като цяло кабала почива върху специфично тълкувание на текстовете на Тора (петте книги на Мойсей или Закона в Стария завет), в съвременните си преводи и публикации на български език книгите са известни като „Битие“, „Изход“, „Левит“, „Числа“ и „Второзаконие“. При своето тълкувание на тези текстове кабала се спира върху „особения мистичен смисъл“ на значението на буквалния прочит на думите. Според изследователите, които не са пряко свързани с кабала като традиция, тя се е зародила като древно гадателско изкуство, което постепенно е прераснало в огромна религиозно-философска окултна система. Последователите на кабала смятат, че тя е шифърът, който мистично разкрива смисъла и значението на Словото Божие. „Зохар“ (The Zohar) е най-важната книга, обясняваща Библията дума по дума и посланията ѝ. Съществуват кабала центрове по цял свят, най-големият е в Лос Анджелис.

## Определение
Еднозначно определение за кабала не може да се даде. Определенията варират в зависимост от гледната точка и отношението на определящия. Тези мнения обаче могат да бъдат събрани в две основни групи. В първата попадат привържениците на кабала, според които тя не е религиозно учение или система, а просто ключ за правилното разбиране на свещените текстове. Дори практиките, свързани с изучаването на някое от кабалистичните учения (кабала е само основен принцип, върху който се изграждат множество системи на тълкуване), се възприемат като съпътстващи и условни. Критиците от своя страна твърдят, че кабалистите твърде условно тълкуват буквалния смисъл на Свещените писания, а от друга, че на базата на това тълкуване, изграждат свои, твърде условни системи. В този смисъл и отчитайки голямото историческо и обществено значение на кабала, трябва да се спрем на неутралното определение, според което кабала и изградените върху принципа ѝ учения, са важна съставна (не и безспорна) част от духовно-теоретичното наследство на човечеството.
Трябва да се отчете, че според критиците, кабала е философско-религиозно мистическо учение, изградило се на базата на юдаизма. Според някои от самите кабалисти, тя има по-дълбоки исторически корени, които се търсят още в Древен Египет, без това да омаловажава преклонението им към свещения текст на Тора.

## Възникване и ранна история
Идеологически кабала възниква на основата на предположението, че освен буквалното значение на текста на Свещеното писание съществува и тайно учение, достъпно за малцина избраници. В ранния писмен паметник „Трета книга на Ездра“ (която присъства в изданието на Св. Писание на Светия синод) се говори, че Бог е поръчал на пророк Ездра да напише книги, от които една част да направи достояние на всички, а останалите да запази само за мъдрите. Подобни разкази имаме и в каноничните старозаветни книги, което говори, че вярата в тайното предание е била широко разпространена. Първите адепти на учението на кабала предполагат, че всъщност тези тайни книги се съдържат в самия каноничен текст и чрез съответни методи той може да бъде разчетен. Така кабала може да бъде определена като опит (успешен или не) за разчитане на този смисъл.

## Изграждане на кабала като самостойна мирогледна система
В началните етапи от развитието си кабала е просто начин на тълкуване на свещените текстове. Едва в началото на ранното средновековие и във връзка с все по-широкото навлизане на Талмуда и окончателното фиксиране (също не безспорно) на старозаветния текст, отделните групи, привърженици на кабалистичната трактовка се обединяват. Именно V – VI век и периодът, когато са „канонизирани“ текстовете на „Сефер Йецира“ и „Зохар“, които преди това са имали локално значение. От този етап нататък кабала започва да се изгражда като самостоятелно учение с всичките подобаващи атрибути – космогония, антропогония, етика.

## Учение
Последователите на кабала развиват всеобхватно учение, което трудно може да бъде обобщено, но има някои определяеми главни акценти. Всички те са обединени от тезата, че Бог твори света чрез своето слово (да не се бърка с християнския „Логос“) и по такъв начин правилното тълкуване на библейските текстове, най-вече на „Тора“, може да доведе до проникновено разбиране на дълбоките истини на мирозданието.

### Основни положения

#### Космогенезис
За адептите на кабала е безспорно, че светът е сътворен от Бог. Сред самите тях обаче съществува спор по какъв начин именно Бог сътворява света и най-вече по повод, доколко се намесва той в бъдещото му развитие. Класическата кабала възприема, че Бог е принципен създател на определени сфери, като е заложил в тях божествения принцип на съзиданието. Тези сфери са десет:
- Кетер – „Корона“

- Хохма – „Мъдрост“

- Бина – „Разбиране“, „Градеж“, „Разум“

- Хесед – „Доброта“

- Гевура – „Строгост“, „Смелост“

- Тиферет – „Красота“

- Нецах – „Слава“, „Победа“

- Ход – „Величие“, „Блясък“, „Тайнство“

- Йесод – „Основа“

- Малхут – „Царство“

Тези сфери са пряко свързани със „сефирите“ – чистите числа и заедно с тях и с 22-те букви на еврейската азбука са основните понятия, които могат да тълкуват същността и проявата на Единичното (Бога). Тези елементи са и в основата на тълкуването според кабала.

#### Антропогенезис
За кабала човек е отражение на „първия Адам“. Адам, сътворен от Бога, съдържа в себе си хармонията на изброените сфери, но след грехопадението, тази хармония е нарушена. Смисълът на човешкото съществуване е именно във възстановяването на тази хармония. Самият човек се разглежда като микрокосмос, отразяващ и взаимно тъждествен с макрокосмоса. При хармонизирането на микрокосмоса може да се постигне хармонията и отъждествяването с макрокосмоса.

#### Етика
Според кабала, човешката съдба е предопределена. Човешката личност може да я промени, като размести значенията на основополагащите елементи – сфери, букви и чисти числа. Това може да се осъществи както чрез мистично разместване на тези елементи, така и чрез житейското поведение, доколкото всяка активна промяна, според кабала, води до промяна в съотношението на тези основни елементи.

#### Методи
Тъй като кабала изследва скрития смисъл на Свещените писания, тя използва методи, които от гледна точка на съвременната наука са просто мистификация. Сред тях по-важните са:
- Изследване на численото значение на думата, или обратно – изследване на число, за да се определи думата, която води към него.
- Анализ на личните имена и търсенето на мистичен (не етимологичен) смисъл в тях. От особено значение за кабала е анализът на имената на Бога.
- Твърде разнообразна методика за съотнасяне на данните, получени по първите два метода.

## Съвременни суеверия, свързани с кабала
От самото си начало кабала е оказвала силно влияние върху мисленето на хората, които по един или друг начин са се докосвали до нейното учение или практика. Така например още в първите векове на християнството, при анализа на числото на звяра (666) от „Апокалипсиса“, се използва една от най-разпространените кабалистични практики – търсенето на скрит смисъл зад думите в числената стойност на буквите, които ги съставят. Така някои от християните са виждали скрито зад това число името на римския император Нерон, чието име в числено изражение, при съответните интерпретации, дава точно 666. Във въведението на романа си „Под игото“ Иван Вазов, описва една практика, възхождаща към кабала, с анализа от страна на литературните герои на годината и асоциациите между цифрови и буквени значения на писмените знаци.
Модерните суеверия, свързани с кабала, могат основно да бъдат групирани в две основни направления.
- На първо място това са учения, които търсят корените си именно в кабала и имат претенциите, че са преки носители на нейното наследство. Обикновено такива учения в основната си част се разминават с основната кабалистична традиция и посвоему „узурпират“ названието кабала, за да прокарват тезите си. Характерно за подобни учения е дълбокото познаване на принципите на кабала и умелото познаване на терминологията ѝ.
- По-неизяснени като характер и по-трудни за систематизиране, но и доста по-разпространени са суеверията, при които методите на кабала са само част от общата еклектика, която те възприемат. В повечето случаи те възприемат от кабала анализа на личните имена и съпоставката им, цифровото изражение на тези имена, годината на раждане и т.н. В този контекст те се свързват с методологията на нумерологията, астрологията и др. Като правило тези суеверия, дори да имат известно разбиране, познават кабала само повърхностно.

## Класически трудове
Сред многобройната кабалистична литература, могат да бъдат откроени два основни труда:
- Сефер Йецира (на иврит – ספר היצירה) – „Книга на творението (изграждането)“. Кабалистите търсят произхода и още при старозаветния патриарх Авраам, т.е. около XV в. пр. Хр. Съвременната наука обаче вижда произхода на тази книга не по-рано от VIII век сл. Хр. Съществуват обаче факти, които говорят, че някои от частите могат да се отнасят към значително по-голяма древност.
- Зохар (на иврит – זוהר) – „Сияние“. Написана е през II – III век от Симон бен Йохай. Именно тази книга кабалистите смятат за основна за своите учения.
- Следващите авторитетни книги са основно тълкувания на първите две и не се приемат еднозначно от различните кабалистични школи.